# Льодовикова теорія
Льодовикова теорія (рос. ледниковая теория, англ. glacial theory, нім. Glazialtheorie f) – система наукових уявлень про неодноразовий розвиток льодовиків, які покривали великі площі Землі. До середини 70-х рр. XIX ст. вважалося, що відклади, які включають ератичні валуни, належать до морських відкладів, серед яких валуни були розсіяні айсбергами (див. дрифтова теорія). Згідно з льодовиковою теорією, ератичні валуни, розповсюджені на великих територіях Північної Америки та Європи, відкладені льодовиками, які пересувалися з Півночі на Південь на сотні та тис. км. Льодовикова теорія базується на позиціях полігляціалізму і торкається головним чином плейстоценової історії Землі, хоча встановлено неодноразовий розвиток великих зледенінь і у віддаленішому геологічному минулому. 

## Теорії льодовикового періоду
- Астрономічна теорія льодовикового періоду
- Теорія льодовикового періоду Джеймса Кролля
- Теорія льодовикового періоду Міланковича